# Cybdelis thrasylla
Cybdelis thrasylla är en fjärilsart som beskrevs av Felder 1859. Cybdelis thrasylla ingår i släktet Cybdelis och familjen praktfjärilar. Inga underarter finns listade i Catalogue of Life.